# Carlos Fondacaro
Carlos Ruben Fondacaro (21 de mayo de 1987; Rosario, Argentina) es un futbolista argentino retirado.

## Trayectoria
Carlos Fondacaro surgió de las divisiones inferiores de Boca Juniors. Debutó oficialmente el 23 de septiembre de 2008 en un partido de Sudamericana contra el campeón de la Libertadores de ese año, la Liga de Quito, ganando 4 a 0 dicho partido y 5 a 1 la eliminatoria, clasificando a los cuartos de final del torneo. En agosto de 2009 pasó a préstamo a Tigre. En 2010 es nuevamente cedido, pero esta vez a Atlético Tucumán de la Primera B Nacional de Argentina. En el club de La Ribera llegó a disputar 8 partidos, 5 de ellos como titular.
Un sábado 12 de mayo de 2012 convirtió un gol a River Plate con la camiseta de Atlético Tucumán correspondiente a la 33 fecha de la Primera B Nacional donde el club de Núñez se impuso por 2-4.
En 2013 se desvincula de Iraklis de Tesalónica y llega al FF Jaro de Finlandia donde jugó hasta fines de 2014.
En 2015 firma para Tiro Federal de Rosario para diputar el Torneo Federal A.
En 2016 se convierte en jugador de Independiente de Neuquén.
En 2017 se convierte en jugador de Unión Aconquija (Catamarca) para disputar el torneo federal A. 
En 2018 se suma al Club Sportivo Desamparados a las órdenes del DT Raúl Antuña donde convierte el mejor gol del año 2019 del torneo federal A. 
En 2019 se convierte en jugador del Club Sportivo General San Martín de Formosa disputando actualmente el torneo federal A.

## Clubes
| Club                         | País      | Año       |
| ---------------------------- | --------- | --------- |
| Boca Juniors                 | Argentina | 2006-2009 |
| Tigre                        | Argentina | 2009-2010 |
| Atlético Tucumán             | Argentina | 2010-2012 |
| Patronato de Paraná          | Argentina | 2012-2013 |
| Iraklis de Tesalónica        | Grecia    | 2013      |
| FF Jaro                      | Finlandia | 2014      |
| Tiro Federal de Rosario      | Argentina | 2015      |
| Independiente de Neuquén     | Argentina | 2016-2017 |
| Unión Aconquija de Catamarca | Argentina | 2017      |
| Desamparados de San Juan     | Argentina | 2018-2019 |
| San Martín de Formosa        | Argentina | 2019-2022 |
| Irigoyen                     | Argentina | 2023-Act. |

## Palmarés
| Título           | Club         | País      | Año    |
| ---------------- | ------------ | --------- | ------ |
| Primera División | Boca Juniors | Argentina | A-2008 |